# Só

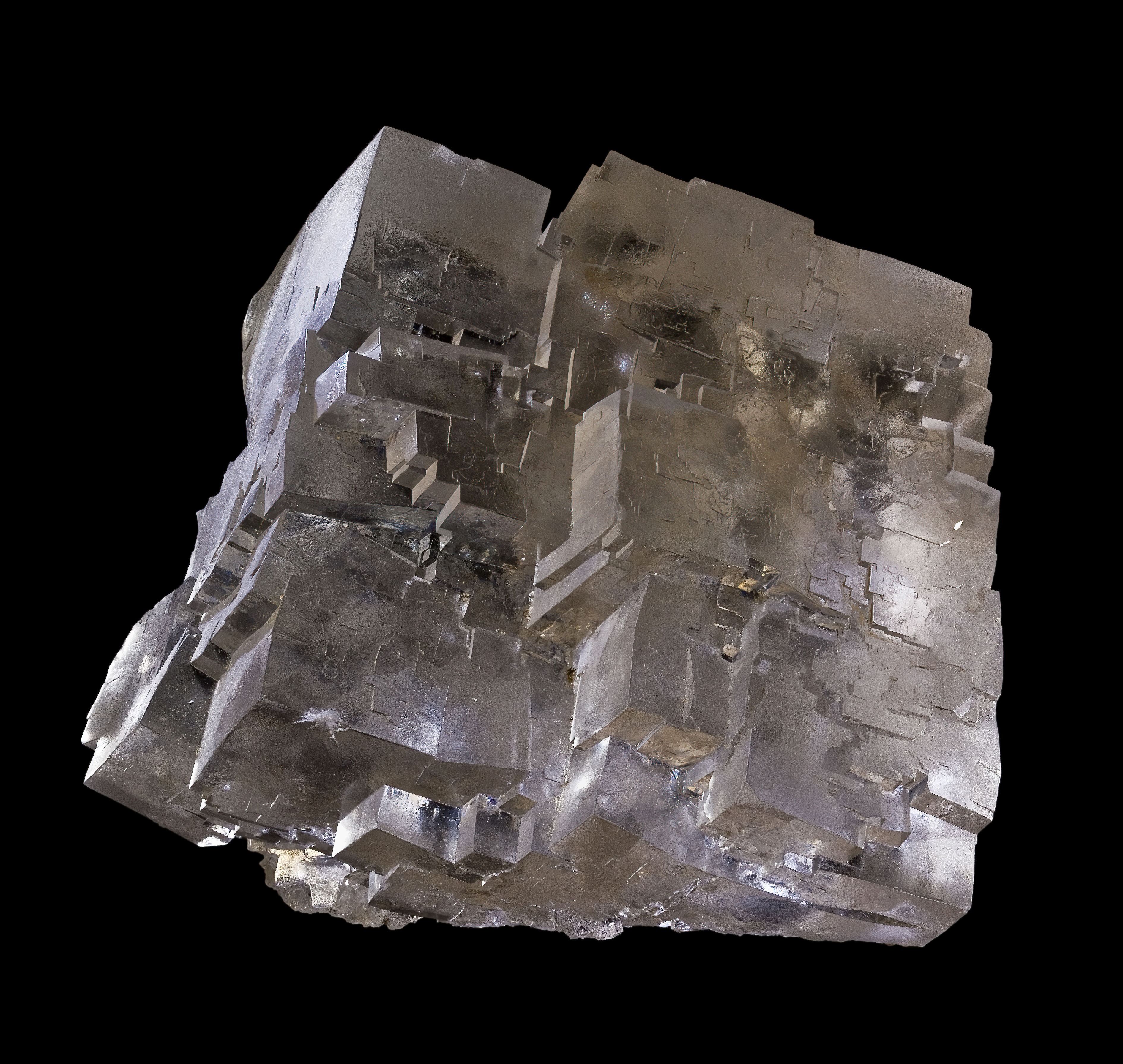
Felnagyított sókristály (halit/nátrium-klorid)

A kémiában sóknak nevezik azokat az anyagokat, melyek pozitív töltésű kationokból és negatív anionokból állnak, azaz kifelé semleges töltésű ionos vegyületek. Ezek az ionok lehetnek szervetlenek (Cl−) vagy szervesek (CH3COO−), egyatomosak (F−) vagy többatomos ionok (SO2−4).
A sók vizes oldatait elektrolitoknak nevezzük. Az elektrolit oldatok – ugyanúgy, mint a sók olvadékai – az áramot jól vezetik.
A sók önmagukban nem vezetik az elektromos áramot, csak olvadék vagy oldat állapotban.

## Megjelenésük

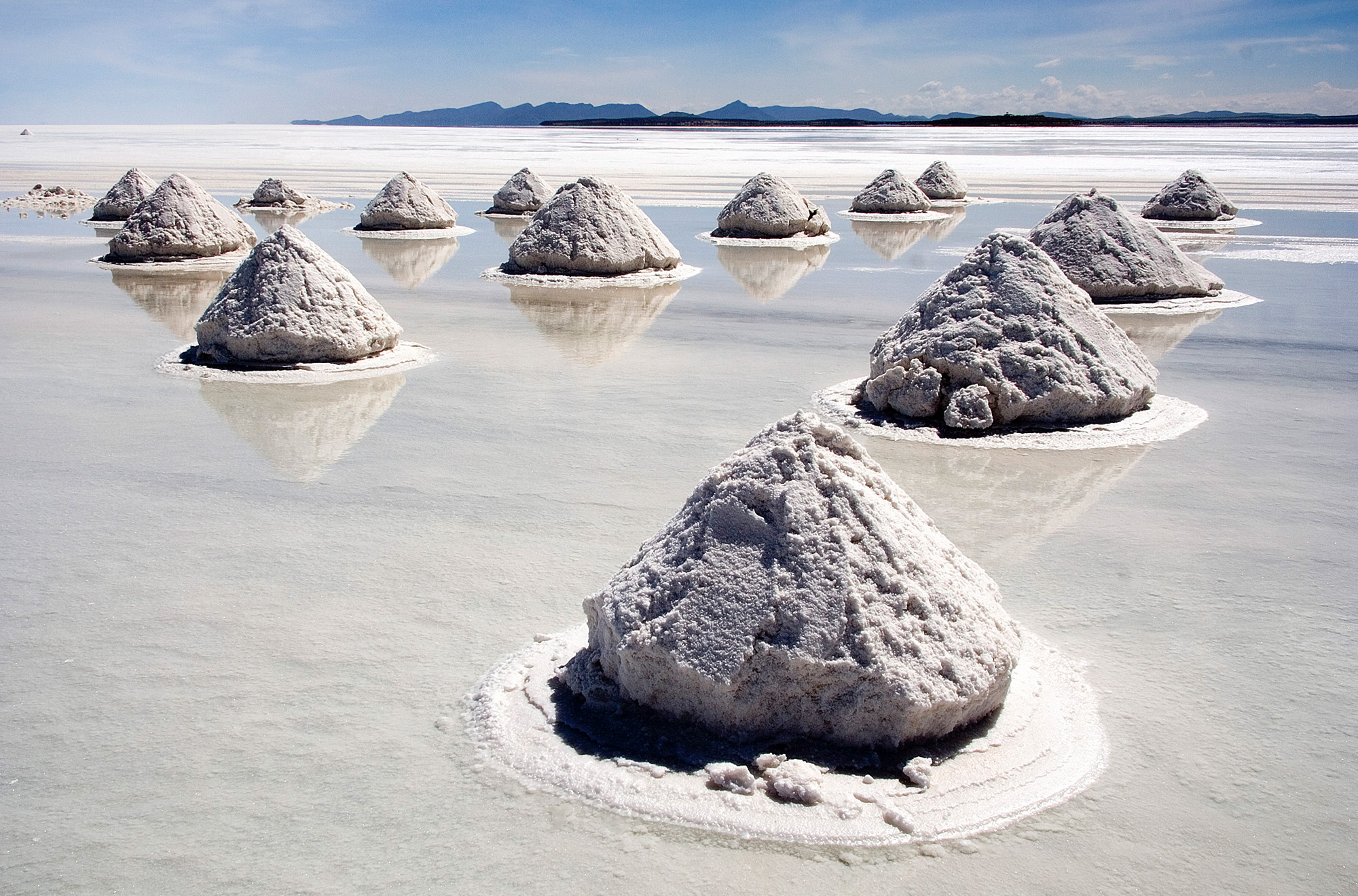
Száradó sóhalmok Bolíviában, a Salar de Uyuni sóstó szélén. A só kinyerésének hagyományos módszere tengerből, illetve – mint ez esetben is – sós tavak vizéből

A sók legtöbbször szilárd halmazállapotú kristályokból állnak. Többnyire magas olvadáspontúak (például NaCl: 801 °C), de előfordulnak alacsonyabb olvadáspontú (kb. 100 °C) szervetlen sók is. A szobahőmérsékleten folyékony sók elsősorban szerves ionokból állnak.
A tiszta sókristályok lehetnek átlátszóak (például: nátrium-klorid), opálosak, illetve fényt át nem eresztők. Ez utóbbiak sokszor fémesen csillogóak. Színük rendkívül változatos lehet, egyeseknek olyan erős színe van, hogy festékek alapanyagául használják, használták őket. 
A vízben oldható sók nagy részének érezhető íze is van; az öt alapíz valamelyikét (sós, édes, savanyú, keserű vagy „umami” – ez utóbbi ízt adja a nátrium-glutamát) vagy azok keverékét adják.
A tiszta sók általában szagtalanok, bár az acetátok (az ecetsav sói) jellegzetes ecetszagúak, a bázikus ammóniumsók ammóniaszagúak, illetve a cianidok jellegzetes keserűmandula-illatúak (ciánszag).

## Nómenklatúra
A sók elnevezése felhasználásukhoz és tulajdonságaikhoz kapcsolható hagyományos neveikkel történhet. Mivel ez nyelvenként, sőt tájegységenként más-más lehet, ezért egyértelműsítésként kémiai elnevezésüket is használhatjuk. 
A kémiában a sókat az őket alkotó ionokról nevezik el. A hivatalos forma szerint a névben előre veszik a kation (pozitív ion, például nátrium, ammónium) nevét, majd kötőjellel a negatív ion (anion) nevét. (Nátrium-klorid, ammónium-nitrát.)
Egyes esetekben (például a gyógyszerészet területén, vagy ha az anion neve túl hosszú) szokás az egyik alkotórész hagyományos nevét használni, megnevezve azt, hogy milyen sóról van szó. Nem szabályos tehát, de lehetséges az aszkorbinsav nátriumsójáról beszélni (mely közérthetőbb lehet, mint a nátrium-aszkorbát), vagy egyes szerves vegyületek sósavas sóját (tulajdonképp kloridját) említeni.

## Sók előállítása, képződése
1. Sav-bázis reakciók során:
sav + bázis → só + víz
sósav + nátrium-hidroxid → nátrium-klorid + víz
{\displaystyle \mathrm {HCl\ +\ NaOH\ \rightarrow \ NaCl\ +\ H_{2}O} }
2. Fém-oxidok és savak reakciója során:
{\displaystyle \mathrm {CuO\ +\ H_{2}SO_{4}\ \rightarrow \ CuSO_{4}\ +\ H_{2}O} }
3. Nemfém-oxidok és lúgok reakciója során:
{\displaystyle \mathrm {Ca\left(OH\right)_{2}\ +\ CO_{2}\ \rightarrow \ CaCO_{3}\ +\ H_{2}O\ +\ } E}
4. Fém és nemfém elemek között végbemenő (sokszor heves) reakciók során:
{\displaystyle \mathrm {Mg\ +\ I_{2}\ \rightarrow \ MgI_{2}} }
5. Fémek és savak reakciója során:
{\displaystyle \mathrm {Mg\ +\ 2\ HCl\ \rightarrow \ MgCl_{2}\ +\ H_{2}} }
6. Egyesüléssel (redoxi folyamattal):
{\displaystyle \mathrm {2\ Na\ +\ Cl_{2}\ \rightarrow \ 2\ NaCl} }

## Biológiai jelentősége

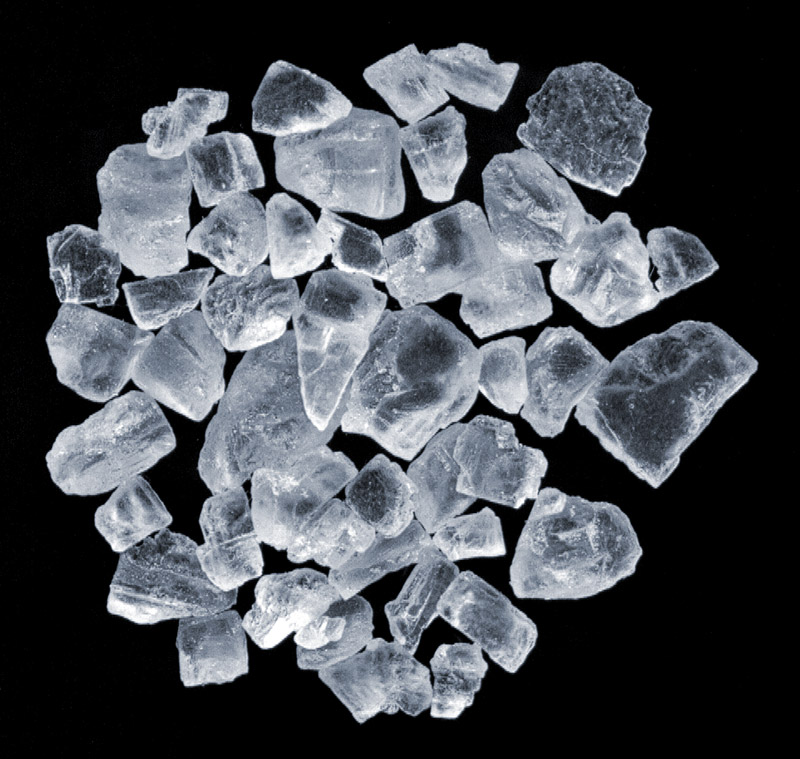
2x2 cm-es tengerisókristályok

A sóknak elsősorban mint az élő szervezetben található folyadékok (vér, sejtközi folyadékok, sejtek citoplazmája, vizelet stb.) ionjait adó vegyületeknek van szerepük. Ezek az oldatok általában nem csak egy só oldatai, hanem többféle kationt és aniont tartalmaznak. Ezeknek az ionoknak az aránya és koncentrációja rendkívüli szereppel bír az egészséges élő szervezet egyensúlyának (homeosztázisának) fenntartásában. Minden élőlénynél alapvető fontosságú az összes szükséges só megfelelő mennyiségű és arányú pótlása (például ásványvízzel). A konyhasó gátolja a romlást okozó patogén mikroorganizmusok életfolyamatait az ételekben és az emésztőrendszerben egyaránt. 
A felnőtt ember napi konyhasó-szükséglete kb. 5 gramm (1 teáskanálnyi).

## Adalékok
Élelmiszer-adalékként is gyakran alkalmaznak sókat. Ilyenek lehetnek például:
- nátrium-glutamát (ízfokozó)
- nátrium-nitrit (tartósítószer), vagy az ún. pácsó (pác-só). Magyarországon a pácsóként engedélyezett anyag max. 0,5% Na-nitritet tartalmazhat.
- nátrium-hidrogén-karbonát (sütőpor, térfogatnövelő-szer), vagy ugyanilyen céllal:
- ammónium-bikarbonát
- nátrium-citrát (vagy kálium-citrát) (savanyúságot szabályozó anyag, puffer)

stb.